# 大曽根寛
大曽根 寛（おおそね ひろし、1950年10月28日 - 2023年2月17日）は、日本の社会福祉学者。放送大学元特任教授（没後、名誉教授を追贈）。専門は、福祉政策・社会保障法・職業リハビリテーション。

## 略歴
1950年、東京都に生まれる。1975年、法政大学法学部法律学科を卒業し、法政大学大学院社会科学研究科私法学専攻博士前期課程を修了後、1985年に東京都立大学 (1949-2011)大学院社会科学研究科博士後期課程を満期退学。
1984年、財団法人雇用開発センター（現在の一般財団法人雇用開発センター）研究員、1988年、愛知県立大学文学部専任講師、1991年、同大助教授、1996年、同大教授、2002年、放送大学教授に就任。2021年に放送大学を定年で退職し、特任教授となった。2023年3月末で特任教授を退任予定であったが、退任を待たずに同年2月17日、72歳で死去。

## 著書

### 単著
- 『成年後見と社会福祉法制-高齢者・障害者の権利擁護と社会的後見』（法律文化社、2000）
- 『現代の福祉政策-担い手の役割と責任』（放送大学教育振興会、2010）
- 『社会福祉と権利擁護』（放送大学教育振興会、2012）

### 共著
- 『社会保障論』（建帛社、2000）
- 『高齢者と法を見る目に確かさを』（成文堂、2010）

## 編集

### 単編
- 『社会福祉における権利擁護』（放送大学教育振興会、2008）
- 『ライフステージ社会福祉法-いまの福祉を批判的に考える』（法律文化社、2008）
- 『社会福祉と法』（放送大学教育振興会、2016）
- 『改訂版 社会福祉と法』（放送大学教育振興会、2020）

### 共編
- 『現代の社会福祉政策と実践-介護保険制度を見すえて』（中央法規出版、2000）
- 『社会保険と市民生活』（放送大学教育振興会、2004）
- 『障害者福祉論』（放送大学教育振興会、2005）
- 『社会保障法のプロブレマティーク-対立軸と展望』（法律文化社、2008）

## 参考
- 『社会福祉と権利擁護』